# Antígua e Barbuda nos Jogos Olímpicos de Verão de 1976
A Antígua e Barbuda competiu nos Jogos Olímpicos pela primeira vez nos Jogos Olímpicos de Verão de 1976, em Montreal, Canadá.

## Resultados por Evento

### Atletismo
Revezamento 4x100 m masculino
- Calvin Greenaway, Paul Richards, Everton Cornelius,
  - Eliminatórias — 41.84s (→ não avançou)

Revezamento 4x400 m masculino
- Cuthbert Jacobs, Paul Richards, e Fred Sowerby
  - Eliminatórias — 3:09.66 (→ não avançou)

Salto em distância masculino
- Calvin Greenaway
  - Classificatória — 6.96m (→ não avançou)

### Ciclismo
1.000 masculino por tempo
- Donald Christian — did not finish (→ 29º lugar)

Sprint 1.000 masculino
- Patrick Spencer — 25º e último lugar

Perseguição Individual masculino 4 km
- Donald Christian — 25º lugar